# Tucayaca aquatica
Tucayaca aquatica är en insektsart som beskrevs av Bruner, L. 1920. Tucayaca aquatica ingår i släktet Tucayaca och familjen gräshoppor. Inga underarter finns listade i Catalogue of Life.